# Gilesia
Gilesia  es un género de plantas con flores monotípico perteneciente a la familia de las  Malvaceae. Su única especie: Gilesia biniflora F.Muell., es originaria de Australia. El género fue descrito por Ferdinand von Mueller y publicado en Fragmenta Phytographiae Australiae  9: 42, en el año 1875.

## Descripción
Es un subarbusto postrado con pelos glandulares y estrellados, los tallos alcanzan los 25 cm de largo. Las hojas son oblongas a lanceoladas, de 10-40 mm de largo y 8-10 mm de ancho, glabras a escasamente pubescentes en la superficie inferior, los márgenes toscamente dentados a crenados, con pecíolo de 5-10 mm de largo. La inflorescencia es axilar con pedúnculo de 20-30 mm de largo. Los pétalos de 5 mm de largo y de color blanco. Es fruto es una cápsula oblonga de 6 mm de largo con semillas reniformes, 10-14 en cada lóculo.